# Abner (nome)
Abner  è un nome proprio di persona inglese maschile.

## Varianti in altre lingue
- Ebraico: אַבְנֵר (Abner, Avner, Abhner)[1][2]
- Greco biblico: Αβεννηρ (Abenner)[1]
- Greco moderno: Αβενήρ (Avenīr)
- Latino: Abner[1]
- Polacco: Abner
- Russo: Авенир (Avenir)

## Origine e diffusione
È composto dagli elementi abh ("padre", da cui anche Abigaille) e ner ("luce"), e significa quindi "mio padre è luce" o anche "il padre è luce".
Riprende il nome di Abner, cugino di Saul nell'Antico Testamento e comandante del suo esercito; cominciò ad essere usato nelle comunità cristiane inglesi dopo la Riforma Protestante, e si diffuse in particolare fra i Puritani, che l'avrebbero poi portato in America nel corso del XVII secolo.

## Onomastico
L'onomastico ricorre il 1º novembre, in occasione di Ognissanti, in quanto Abner è un nome adespota, ovvero che non è portato da alcun santo.

## Persone

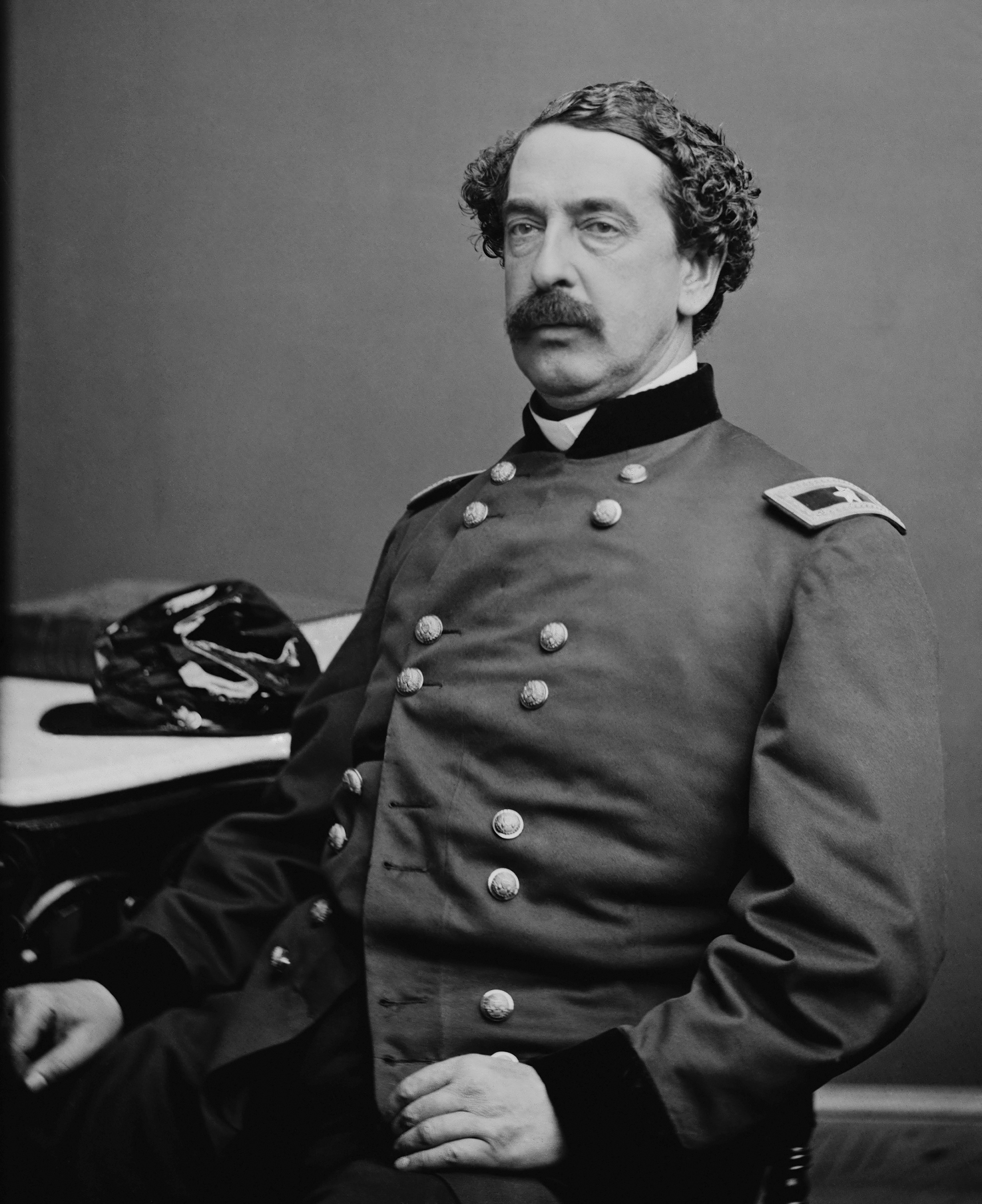
Abner Doubleday

- Abner Doubleday, militare statunitense
- Hilary Abner Herbert, politico statunitense
- Abner Linwood Holton, politico statunitense
- Abner Mares, pugile messicano
- Abner Trigueros, calciatore guatemalteco

## Il nome nelle arti
- Abner Duck, più noto come Chiarafonte, è un personaggio della Banda Disney.
- Abner Hale è un personaggio del film del 1966 Hawaii, diretto da George Roy Hill.
- Abner Hope è un personaggio del film del 1925 Waking Up the Town, diretto da James Cruze.
- Abner Perry è un personaggio dei romanzi del Ciclo di Pellucidar, scritti da Edgar Rice Burroughs.
- Abner Ravenwood è un personaggio della serie Indiana Jones.
- Abner Yokum è un personaggio della serie a fumetti Li'l Abner.